# Барбара Райт (письменниця)
Барбара Райт (англ. Barbara Wright) — американська письменниця та сценарист. За роман «Звичайна мова» отримала Премію шпори, нагороду, що вручається за твори про Дикий Захід. Дитячий історичний роман «Крук» отримав хороші рецензії у журналах Kirkus Reviews, The Horn Book Magazine, School Library Journal, та Publishers Weekly.

## Біографія
Виросла у Північній Кароліні. Свого часу жила та працювала у Сальвадорі, Кореї та Франції. Її письменницька кар'єра почалася, коли вона жила у Кореї та працювала вчителькою англійської мови у приватній школі. Вона писала статті про корейську культуру для журналу готеля та коли редактор залишив свою посаду, взяла на себе його обов'язки.
Живе з чоловіком у Денвері, штат Колорадо.

## Твори
- 1995 — «Легкі гроші» (англ. Easy Money)
- 2003 — «Звичайна мова» (англ. Plain Language)
- 2012 — «Крук» (англ. Crow)
- TBA — «Білі руки» (англ. White Hands)